# Nova Aquilae 1918
Nova Aquilae 1918 oder V603 Aquilae war eine sehr helle Nova mit einer maximalen Helligkeit von −0,5 m, die 1918 im Sternbild Adler aufleuchtete.
Das Sternensystem zeigte nach dem Maximum eine Helligkeitsabnahme von drei Magnituden innerhalb von 12 Tagen und wird daher den sehr schnellen Novae vom Typ NA zugeordnet. Sie war seit den 1940er Jahren pro Jahrzehnt wieder um etwa 1/100 einer Größenordnung auf eine durchschnittliche scheinbare Helligkeit von 11,43 m verblasst.
Die Nova wurde am 7. Juni 1918 vom polnischen Amateurastronom, Arzt und Professor für Anatomie der Universität Genf Zygmunt Laskowski entdeckt, und in den folgenden Nächten von George Noel Bower, Alice Grace Cook und vielen anderen bestätigt. Mit einer Magnitude von −0,5 m war sie die hellste Nova, die seit Aufkommen des Teleskops im Jahr 1608 entdeckt wurde, und damit – außer Sirius und Canopus – heller als alle anderen Sterne am Nachthimmel.
Johann Georg Hagen, Direktor der Vatikanischen Sternwarte bei Castel Gandolfo, berichtete am 15. August 1918, dass die in den vorhergehenden Ausgaben der Astronomischen Nachrichten mitgeteilten Lichtschwankungen der Nova Aquilae von 1918 teils bei ihrem Aufleuchten zwischen dem 5. und 15. Juni, namentlich aber in den früheren Jahren, wo ihr 1888 die Größe 11,0 m, dann 1895 die Größe 9,3 m und zwischen 1906 und 1917 die Größen 10,2 m bis 10,5 m zugeschrieben wurden, den älteren Berichten über einen „Neuen Stern“ im Sternbild Adler, der schon vor 1592 erschienen sein soll, erhöhte Bedeutung verliehen.
Im Jahr 1964 stellte Robert Paul Kraft fest, dass es sich bei Nova Aquilae 1918 genauso wie bei den Novae GK Persei, T Aurigae, T Coronae Borealis, DQ Herculis und WZ Sagittae um binäre Systeme handelt.
Eine im Jahr 1999 von J. Arenas et al. an der Keele University durchgeführte spektroskopische Analyse ergab, dass Nova Aquilae 1918 ein kataklysmisch veränderliches Doppelsternsystem ist, das aus einem Weißen Zwerg mit Akkretionsscheibe von etwa 1,2 ± 0,2 M☉ und aus einem heißen Unterzwerg mit etwa 0,29 ± 0,04 M☉ besteht, der eine Oberflächentemperatur von über 10.000 K hat. Beide umkreisen sich in enger Umlaufbahn mit einer Periodendauer von 3 Stunden und 19,5 Minuten.